# Kalevalasällskapet

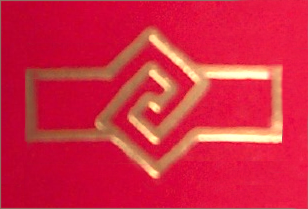
Emblemet återfinns i Kalevalaseuras logotyp.

Kalevalasällskapet (finska: Kalevalaseura) är ett finländskt stiftelse med säte i Helsingfors. Det bildades med syfte att gynna insamlandet av folktraditioner, publicering och forskning samt öka vetenskapsmännens och konstnärernas intresse för Kalevala och den finska folkdiktningen.
Sällskapet grundades 1911, men dess stadgar godkändes inte av Patent- och registerstyrelsen förrän 1919. Till grundarna hörde konstnären Akseli Gallen-Kallela, skulptören Alpo Sailo och filologen E.N. Setälä.
År 2009 var medlemmarna cirka 440.

## Årsbok
Sällskapets årsbok Kalevalaseuran vuosikirja, vars första årgång publicerades på Kalevaladagen 1921, handlar huvudsakligen om Kalevalaforskning men publicerar även artiklar inom etnologi, lingvistik och folklore bland Finlands och finsk-ugriska folk. Den är på finska och gavs först ut av Otava, åren 1922–1978 av WSOY och sedan 1979 av Finska litteratursällskapet. Sedan början av 1970-talet har varje årgång ett tema. Några av temana har varit spel och lekar (1981), Daniel Europæus liv och gärning (1988) och Kalevalas inflytande på samtida litteratur (2013).

## Ordförande
Följande personer har varit ordförande i Kalevalasällskapet:
- 1919–1935 E.N. Setälä
- 1935–1937 Otto Manninen
- 1937–1942 Onni Okkonen
- 1942–1962 Armas Otto Väisänen
- 1963–1975 Matti Kuusi
- 1975–1981 Aimo Turunen
- 1981–2007 Pekka Laaksonen
- 2007– Seppo Knuuttila